# The Legend of Zelda: A Link to the Past
The Legend of Zelda: A Link to the Past (ゼルダの伝説 神々のトライフォース, Zeruda no Densetsu: Kamigami no Toraifōsu, letterlijk: The Legend of Zelda: Triforce van de Goden) is een actie-avonturen computerspel ontwikkeld door Nintendo EAD en uitgegeven door Nintendo. Het spel verscheen op 24 september 1992 voor de Super Nintendo Entertainment System.
Een kwaadaardige tovenaar genaamd Agahnim is van plan om Ganon te bevrijden uit de Dark World (Donkere wereld) en Hyrule te vernietigen. Aan Link de taak om het meesterzwaard ter hand te nemen en het kwaad te verslaan. Dit is het derde spel in de spellenreeks en is net als The Legend of Zelda (het eerste Zelda-spel) in vogelperspectief, in tegenstelling tot voorloper Zelda II: The Adventure of Link dat een side-scroller is.
Het spel kreeg overwegend zeer positieve recensies en was met 4,6 miljoen verkochte exemplaren commercieel een groot succes. In 2002 verscheen The Legend of Zelda: A Link to the Past & Four Swords voor de Game Boy Advance, dat eveneens een groot succes was met 2,8 miljoen verkochte exemplaren. The Legend of Zelda: A Link to the Past wordt gezien als een van de beste spellen aller tijden.
Het spel was te downloaden in de Virtual Console voor de Wii, Wii U en New Nintendo 3DS en verscheen ook op de Nintendo Classic Mini: Super NES en op de Nintendo Switch via Nintendo Switch Online. In 2013 verscheen een geestelijke opvolger genaamd The Legend of Zelda: A Link Between Worlds voor de Nintendo 3DS.

## Verhaal

### Samenvatting

#### Vroeger
Volgens de legende slaagde een kwaadaardige dievenbende erin om de poort naar het Golden Land (Gouden Land) te openen en de Triforce te vinden, maar zodra bendeleider Ganondorf het heilige relikwie in handen kreeg, vermoordde hij zijn volgelingen. Duistere krachten begonnen de Light World (Lichtwereld) in te vloeien en de koning van Hyrule beval de Seven Sages (Zeven Wijzen) om de poort naar het Gouden Land te sluiten en te verzegelen. Er volgde een hevig gevecht waarbij de meeste wijzen om het leven kwamen, maar ze slaagden erin om Ganon op te sluiten.

#### Onlangs
Toen Hyrule een eeuwigheid na het verbannen van Ganon geteisterd werd door rampspoed, vermoedde de koning dat er iets mis was met het zegel van de wijzen. Dat bleek niet het geval, dus loofde de koning een beloning uit aan diegene die de problemen kon stoppen. Agahnim verscheen en stopte de rampspoed met krachtige magie, waarna hij als beloning raadgever van de troon werd en het volk hem bejubelde. Helaas bleek de herstelde vrede voor Hyrule voor korte duur toen Agahnim zijn macht begon te misbruiken. Hij betoverde de ridders en ontvoerde de zeven afstammelingen van de wijzen, in een poging om het zegel van de wijzen te verbreken. 

#### Heden
Een jongen genaamd Link wordt gewekt door een telepathisch bericht van prinses Zelda, die zegt dat ze door Agahnim is opgesloten in de kerker van Hyrule Castle (Kasteel Hyrule). Link infiltreert het kasteel en bevrijdt Zelda, waarna hij haar via een geheime ondergrondse gang naar de kerk brengt. De priester vertelt Link dat Agahnim een machtige tovenaar is die van plan is Ganon te bevrijden uit de Dark World (Donkere Wereld), voorheen bekend als het Gouden Land. Agahnims zwakke punt is het Master Sword (Meesterzwaard), dat alleen ter hand genomen kan worden door de uitverkorene die de drie Pendants (hangers) heeft bemachtigd.  
Terwijl de priester Zelda beschermt, begint Link aan zijn reis door Hyrule om de hangers te verzamelen. Geholpen door Sahasrahla, een afstammeling van een van de zeven wijzen, verzamelt Link de hangers en haalt het meesterzwaard uit zijn voetstuk. Link komt er achter dat Zelda door Agahnim naar het kasteel is meegenomen en hij gaat daarheen om haar te redden, maar hij komt te laat: Zelda is de zevende afstammeling van de wijzen die Agahnim nodig had om het zegel te breken en ze verdwijnt naar de donkere wereld. Link confronteert Agahnim. Agahnim verliest het gevecht, maar stuurt Link naar de donkere wereld.
Eenmaal in de donkere wereld staat Link boven op de Grote Piramide waar het kasteel stond in de lichtwereld. De enige manier om Ganons wereld te vernietigen is door de Triforce van hem af te pakken. Om dat te doen moet Link eerst de zeven afstammelingen van de wijzen, waaronder Zelda, redden uit zeven kerkers in de donkere wereld. In de donkere wereld verandert iedereen in iets dat het hart en de ziel reflecteert. Link is diep van binnen eigenlijk doodsbang, dus hij verandert in een konijn. Pas na de Maanparel te hebben bemachtigd kan Link de donkere wereld binnengaan zonder te veranderen.
Wanneer de zeven afstammelingen van de wijzen zijn bevrijd, vecht Link wederom met Agahnim. Link ontmoet Ganon in de piramide, waar hij hem bevecht met het meesterzwaard en uiteindelijk verslaat met zilveren pijlen. Wanneer Link de Triforce aanraakt zorgen zijn wensen ervoor dat de donkere wereld verdwijnt en vrede terugkeert naar de lichtwereld. Zijn opdracht is nu voltooid en Link brengt het zwaard terug naar zijn rustplaats.

## Eindbazen
Zoals meestal het geval is in Zelda-spellen kunnen de eindbazen slechts met bepaalde wapens of combinaties daarvan worden uitgeschakeld. Simpelweg op een baas inhakken met het zwaard zal meestal geen effect hebben.
- Armos Knights: Zes geharnaste ridders die Link proberen te verpletteren.
- Lanmola: Drie zandwormen die vanuit het zand Link aanvallen.
- Moldorm: Een rups met maar een zwakke plek: zijn staart. Naarmate hij daar vaker geraakt wordt zal hij echter sneller en agressiever worden. De rest van de rups kaatst Link af, waardoor deze van het platform waarop het gevecht zich afspeelt, kan vallen.
- Agahnim: Uiteindelijk komt Link tegenover Agahnim zelf te staan. De enige manier om hem te verslaan is zijn eigen duistere magie terug te kaatsen.
- Helmasaur King: Een enorm dinosaurus-achtig beest met een speciaal masker dat zijn zwakke plek beschermt.
- Arrghus: Een kwalachtig watermonster met kleine wolk-achtige monsters om hem heen die hem beschermen.
- Mothula: Een nachtvlinder.
- Blind: Na een misdaadcarrière in de normale wereld is Blind nu een monster in de Donkere Wereld geworden. Hij wacht op Link in de gedaante van een meisje en laat zich "redden". Wanneer hij geconfronteerd wordt met fel licht, toont hij echter zijn ware gedaante.
- Kholdstare: Drie sneeuwbalachtige monsters met ogen die proberen Link te verpletteren.
- Vitreous: In een plas giftig kikkerdril ligt dit monster, dat op een oogbal lijkt, te wachten, en stuurt kleinere oogballen op Link af.
- Trinexx: De baas van Death Mountain is een soort stenen reuzen-schildpad met drie koppen: een gewone, een die vuur spuwt, en een die ijs uitspuwt.
- Agahnim: Agahnim probeert Link opnieuw te verslaan in Ganon's Toren. Hij splitst zich in drie versies van zichzelf waarvan een echt en twee nep zijn.
- Ganon: De laatste eindbaas.
- The Four Shadow Links (alleen in de Gameboy Advance versie)

## Muziek
De muziek is gecomponeerd door Koji Kondo. Het thema van de originele Zelda, of "Hyrule Overture" thema, is naar LttP gebracht en wordt in de Lichte Wereld afgespeeld, opnieuw uitgevoerd in SPC700-stijl. Vele liedjes van LttP kwamen later weer voor in andere Zelda spellen, vooral in Ocarina of Time.

## Japans-Engelse verschillen
De Engelse vertaling (in Nederland gebruikt) van LttP verschilt op een aantal punten van originele Japanse versie. Een bekende wijziging was de verwijdering van alle religieuze verwijzingen. De duidelijkste verandering was de titel van het spel, welke veranderd is van Triforce of the Gods (Triforce van de Goden) naar A Link to the Past (Een Link met het Verleden). Het lettertype dat werd gebruikt om de Hyliaanse taal uit te beelden bevatte een gier en een ankh, beide waren gebaseerd op Egyptische hiërogliefen welke een religieuze betekenis hebben. Deze zijn veranderd in de Engelstalige versie.
Er werden ook wijzigingen aangebracht in de handleiding. De priester Agahnim werd een tovenaar, en in zijn achtergrondverhaal, dat oorspronkelijk vermeldde dat hij door de goden gestuurd was, werden alle goddelijke verwijzingen weggelaten.

## Platforms
| Jaar | Platform               |
| ---- | ---------------------- |
| 1991 | SNES                   |
| 2002 | Game Boy Advance       |
| 2006 | Wii Virtual Console    |
| 2013 | Wii U Virtual Console  |
| 2017 | SNES Classic Mini      |
| 2019 | Switch Virtual Console |

## Ontvangst
| Beoordeeld door                       | Jaar | Platform | Score |
| ------------------------------------- | ---- | -------- | ----- |
| GamesAreFun.com (GAF)                 | 2003 | SNES     | 100%  |
| Retroage                              | 2012 | SNES     | 100%  |
| Dragon                                | 1993 | SNES     | 100%  |
| Total! (Duitsland)                    | 1998 | SNES     | 100%  |
| FileFactory Games / Gameworld Network | 2007 | Wii      | 95%   |
| Total!! UK Magazine                   | 1992 | SNES     | 93%   |
| ASM (Aktueller Software Markt)        | 1992 | SNES     | 92%   |
| AllRPG                                | 2003 | SNES     | 91%   |
| Power Play                            | 1992 | SNES     | 88%   |
| RPGamer                               | 2003 | SNES     | 80%   |

## Trivia
- Het spel is opgenomen in het boek 1001 Video Games You Must Play Before You Die van Tony Mott.